# Stade français
Lo Stade français è una società polisportiva francese con sede a Parigi. Venne fondata il 13 dicembre 1883 da alcuni ragazzi con l'intenzione di organizzare attività sportive vicino al Lycée Saint-Louis.

## Storia
Nei primi anni vennero create le sezioni di atletica leggera, ciclismo, rugby a 15 e tennis. Nel 1887 la sezione di atletica si fuse con quella del Racing Club de France formando così l'Union des sociétés françaises de sports athlétiques.
Nel 1892 fu finalista del primo campionato francese di Rugby a 15.

## Sport praticati
Attualmente sono praticati venti discipline diverse:
- Atletica leggera
- Arti marziali
- Badminton
- Calcio (vedi Stade Français football)
- Danza
- Golf
- Handbike
- Hockey su prato
- Nuoto
- Nuoto artistico

- Pallacanestro (vedi Stade français)
- Pallamano
- Pallavolo (vedi Levallois Paris)
- Rugby a 15 (vedi Stade français Paris rugby)
- Scherma
- Sci
- Squash
- Tennis
- Triathlon
- Vela